# Angelina Gabueva
Angelina Aleksandrovna Gabueva (in russo Ангелина Александровна Габуева?; Vladikavkaz, 7 dicembre 1988) è una tennista russa.

## Biografia
Angelina Gabueva ha vinto 2 titoli in singolare e 17 titoli nel doppio nel circuito ITF in carriera. Il 17 giugno 2013, ha raggiunto il best ranking mondiale nel singolare al numero 423, mentre il 26 settembre 2022 ha raggiunto il miglior piazzamento mondiale nel doppio, al numero 94.

## Statistiche WTA

### Doppio

#### Sconfitte (2)
| Legenda              |
| Grande Slam (0)      |
| Argenti Olimpici     |
| WTA Finals (0)       |
| WTA Elite Trophy (0) |
| Dal 2021             |
| WTA 1000 (0)         |
| WTA 500 (0)          |
| WTA 250 (2)          |

| N. | Data           | Torneo                       | Superficie  | Compagna             | Avversarie in finale                | Punteggio        |
| 1. | 2 ottobre 2021 | Astana Open, Nur-Sultan      | Cemento (i) | Anastasija Zacharova | Anna-Lena Friedsam Monica Niculescu | 2-6, 6-4, [5-10] |
| 2. | 31 luglio 2022 | Livesport Prague Open, Praga | Cemento     | Anastasija Zacharova | Anastasija Potapova Jana Sizikova   | 3-6, 4-6         |

## Circuito WTA 125

### Doppio

#### Sconfitte (2)
| N. | Data            | Torneo                                        | Superficie  | Compagna             | Avversarie in finale              | Punteggio        |
| 1. | 4 dicembre 2022 | Crèdit Andorrà Open, Andorra la Vella         | Cemento (i) | Anastasija Zacharova | Cristina Bucșa Weronika Falkowska | 6(4)-7, 1-6      |
| 2. | 18 giugno 2023  | BBVA Open Internacional de Valencia, Valencia | Terra rossa | Irina Chromačëva     | Aliona Bolsova Andrea Gámiz       | 4-6, 6-4, [7-10] |